# Bristol (New Hampshire)
Bristol – miasto w Stanach Zjednoczonych, w stanie New Hampshire, w hrabstwie Grafton.